# 娜齊克·阿爾-馬萊卡
娜齊克·阿爾-馬萊卡（阿拉伯语：‎，1923年8月23日—2007年6月20日）是首位使用自由體詩創作阿拉伯詩的伊拉克著名女詩人，1947年出版首部詩集《夜的情人》，先後在普林斯頓大學及威斯康星大學畢業，獲比較文學碩士學位。娜齊克因薩達姆·侯賽因上台流亡到科威特，不過後來兩伊戰爭爆發，她再度流亡到開羅，直到2007年因帕金森病及其他併發症逝世。